# Hypothymis helenae
Hypothymis helenae là một loài chim trong họ Monarchidae.